# 喜屋武里奈
喜屋武　里奈（きゃん りな、1992年10月17日 - ）は日本のモデル。沖縄県出身。現在Best of music promotionに所属している。

## 人物・エピソード
2013年11月20日のTwitterにて、2014年1月グラビア卒業を発表

## 活動
- アイドルユニット「Jelly kiss」 のメンバー[3]
- コカ・コーラボトラーズイメージガール（会社案内）
- アイドルユニット「d-girls」として活動

## 出演作品

### イメージビデオ
- まだ大人になりたくない 喜屋武里奈（2013年1月6日、ヴィーナスコミュニケーションズ）
- ちゅらきゃん！/喜屋武里奈（2013年1月31日、大洋図書）
- りなの想い ～LAST IMAGE～/喜屋武里奈（2013年12月23日）

### CD
- 大切なもの（シングル）　Best of music Record〈２０１２年６月〉
- 夢の中ではHappy Days（シングル） Best of music Record〈２０１２年９月〉
- Run up（Merci）Best of music Record〈２０１１年３月〉

### 雑誌
- 月刊BXグラビア：３ページ〈２０１２年６月号〉
- 月刊BX：（写真集紹介）〈２０１２年１０、１１月号〉
- クリーム：タレント紹介（２０１３年１月号）
- クリーム３ページ（ワイレア出版）〈２０１３年２月号〉
- もえふん（マイウェイムック）

### TV
- TBS「ランク王国」〈２０１３年３月〉

### デジタル写真集・コスプレROM
- きゃんみお！　2012年9月17日
- キャンソニ　2012年9月17日
- きゃんりな！　2012年9月17日
- きゃんゆい　ToL◯VEる　古手川唯写真集　2012年12月30日
- 俺のあやせがこんなにエロいわけがない！　2012年12月30日
- モリサマーでも恋がしたい！　2012年12月30日
- きゃんこれ！vol.1　ぜかましきゃん>△<　2013年12月31日
- きゃんねこ！vol.2　俺のきゃんりながこんなに黒猫なわけがない　2013年12月31日
- きゃんみこ！vol.3　東方黒髪少女　2013年12月31日
- きゃんさく！vol.4　東方完全瀟洒メイド　2013年12月31日
- きゃんない！vol.5　きゃんりなは友達が少ない！　2013年12月31日

### WEB
- コスドキ
- LOVEPOP
- デジグラ

### ゲーム
- アイドルトリック-Fake Social Network-（2016年、ヴァンガード）[4]-艶菜 役